# Bezsmertnovite
La bezsmertnovite è un minerale.